# Villa Médicis dans la peinture
 (septembre 2023).
Le contenu est difficilement compréhensible vu les erreurs de traduction, qui sont peut-être dues à l'utilisation d'un logiciel de traduction automatique.

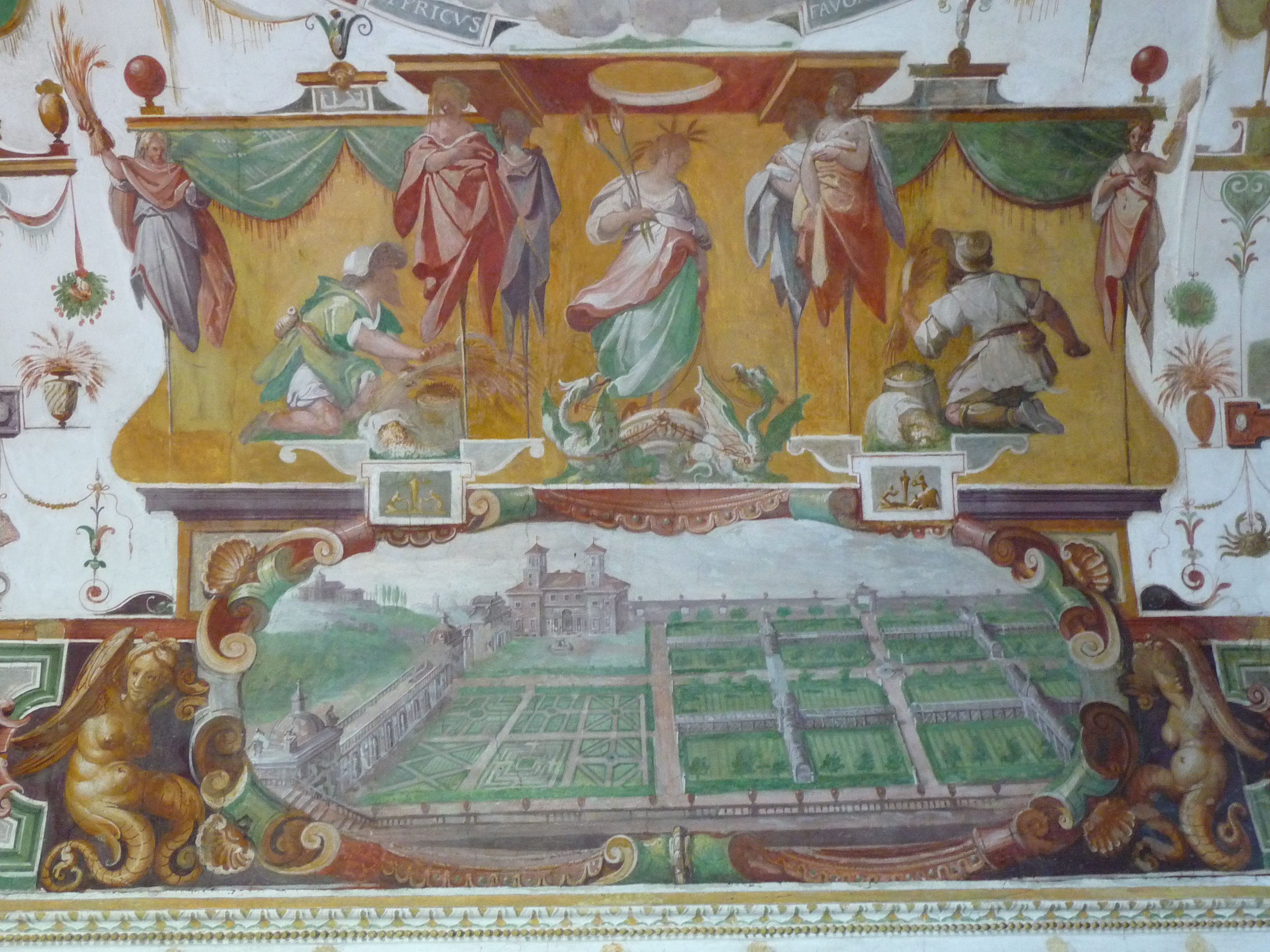
Villa Médicis - Rome, grotesque dans le studiolo du cardinal.

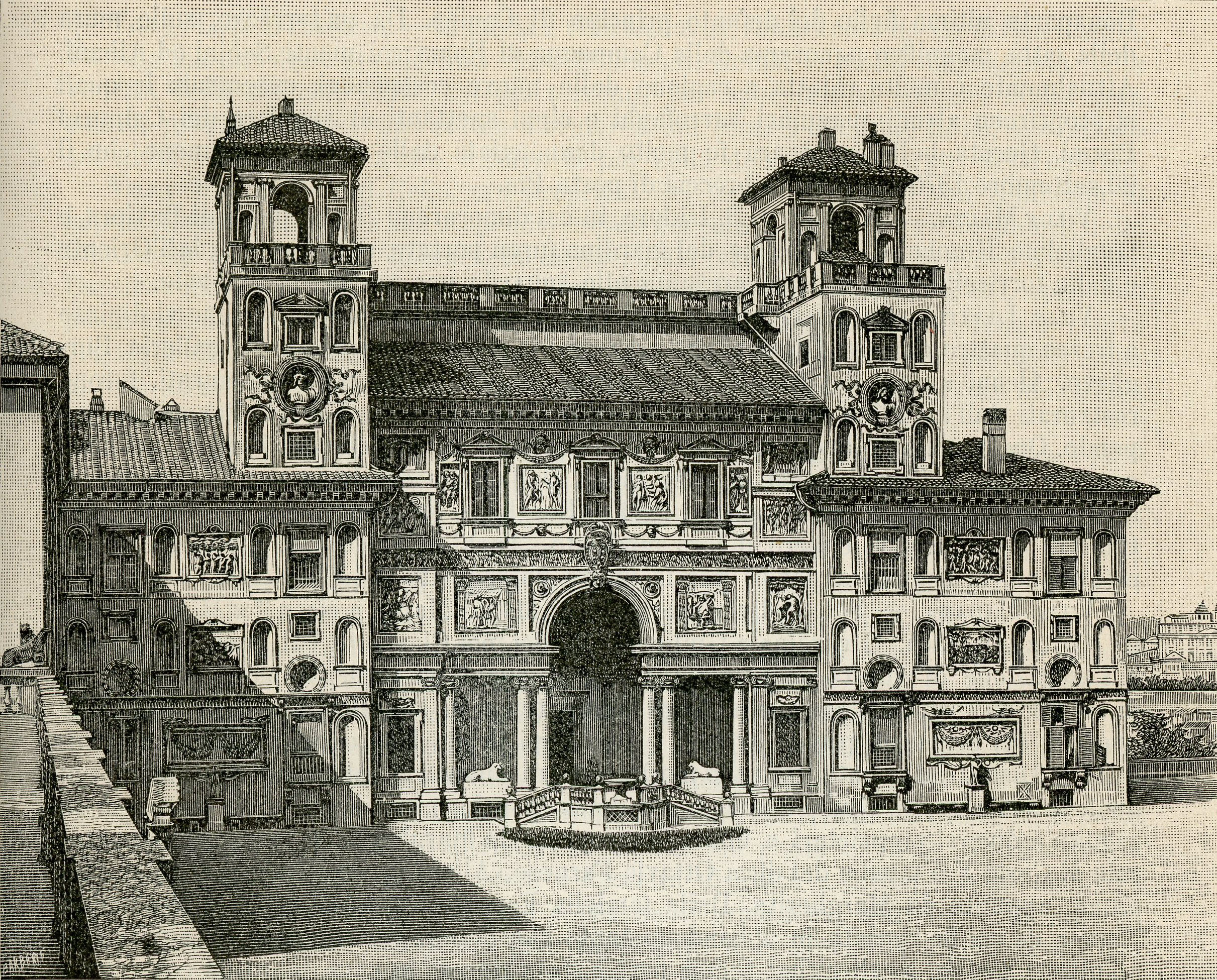
Villa Médicis, (Académie de France à Rome), dans une xylographie de Gustavo Strafforello, 1894.

La liste villa Médicis dans la peinture comprend les représentations en peinture à l'huile, aquarelle ou à fresque, des vues, même partielles, de la villa Médicis de Rome et de son jardin. Des dessins au crayon et à pastel ont été ajoutés à la liste. La villa Médicis — en dehors d'être le sujet de ces œuvres d'art — étant donné sa position, est également devenue un point de vue de contemplation d'un panorama sur la ville de Rome.

## Introduction
Les images les plus anciennes de la villa Médicis à Rome et de son jardin sont dans les fresques à grotesque de Jacopo Zucchi, au studiolo du cardinal.
La façade de la villa Médicis, un peu idéalisée, dans l'optique de ses « paysages idéaux » - un signe également de confiance avec l'architecture romaine du XVIe siècle - apparaît dans trois peintures à l'huile de Claude Lorrain et, par conséquent, elle est présente dans les dessins de son Liber Veritas : avec la villa Médicis on en connaît deux, dont l'un est conservé à Paris, au musée du Louvre et l'autre à Londres, au British Museum. Diego Vélasquez, qui a séjourné à la villa Médicis, a laissé deux esquisses à l'huile, exécutées d'après nature et représentant deux coins du jardin.
Au XIXe siècle, pour le passage de la villa à la France et le déplacement, en 1803, à la villa Médicis de l'Académie de France à Rome, les œuvres d'art sont nombreuses.

### La villa Médicis auXVIesiècle
| Auteur et titre                                            | Description                              | Image |
| ---------------------------------------------------------- | ---------------------------------------- | ----- |
| Jacopo Zucchi, Projet pour les jardins de la Villa Médicis | fresque, 1670-1571, Villa Médicis (Rome) |       |
| Jacopo Zucchi, Projet inachevé pour la façade              | fresque, 1570-1571, Villa Médicis (Rome) |       |

### La villa Médicis auXVIIesiècle
| Auteur et titre                                                                 | Description | Image |
| ------------------------------------------------------------------------------- | --- | ----- |
| Diego Vélasquez, Vue du jardin de la villa Médicis à Rome (entrée de la grotte) | huile sur toile, 48,5 × 30 cm, vers 1630, musée du Prado                                                       |       |
| Diego Vélasquez, Vue du jardin de la villa Médicis à Rome (pavillon d'Ariane)   | huile sur toile, 44 × 38 cm, 1650, musée du Prado (Madrid)                                                     |       |
| Claude Lorrain, Port de mer avec villa Médicis                                  | huile sur toile, 102 × 133 cm, 1637, musée des Offices (Florence)                                              |       |
| Claude Lorrain, Port de mer avec l'embarquement de sainte Ursule                | huile sur toile, 113 × 149 cm, 1641, National Gallery (Londres)                                                |       |
| Claude Lorrain, Ulysse rend Chryséide à son père                                | huile sur toile, 110 × 150cm vers 1644, musée du Louvre (Paris)                                                |       |
| Claude Lorrain, Ulysse rend Chryséide à son père                                | encre sur papier, 1635-1682, musée du Louvre (Paris)                                                           |       |
| Gaspar van Wittel, Villa Médicis et ses jardins à Rome                          | détrempe sur parchemin, 29,5 × 40,5 cm, 1685, Palais Pitti, Galerie Palatine et Appartements royaux (Florence) |       |
| Peintre anonyme, La Villa Médicis                                               | huile sur toile, XVIIIe siècle, collection personnelle d'Ingres, Musée Ingres-Bourdelle (Montauban)            |       |

### La villa Médicis auXVIIIesiècle
| Auteur et titre                                    | Description | Image |
| -------------------------------------------------- | --- | ----- |
| Gaspar van Wittel, Vue de Rome de la Villa Médicis | huile sur toile, 51 × 63 cm, 1712, Musée national de Varsovie                                                   |       |
| John Warwick Smith, La Villa Médicis à Rome        | aquarelle et crayon sur papier, 41,3 × 57,8 cm, 1784, Centre d'art britannique de Yale (New Haven, Connecticut) |       |

### La villa Médicis auXIXesiècle
| Auteur et titre | Description                                                                             | Image |
| --- | --------------------------------------------------------------------------------------- | ----- |
| Jean Auguste Dominique Ingres, Portrait de François Marius Granet                                                           | huile sur toile, 75 × 53 cm, 1807, Musée Granet (Aix-en-Provence)                       |       |
| François Marius Granet, Trinité-des-Monts et la Villa Médicis                                                               | huile sur toile, 62,5 × 75 cm, 1808, Louvre-Lens (Lens)                                 |       |
| Jean-Auguste-Dominique Ingres, Portrait de Merry-Joseph Blondel                                                             | crayon sur papier, 17,6 × 14 cm, 1809, Metropolitan Museum of Art (New York)            |       |
| Michel Martin Drolling, Les Jardins de la Villa Médicis                                                                     | huile sur toile, 48,4 × 61,5 cm, 1811-1816, Rijksmuseum Amsterdam                       |       |
| Léon Cogniet, Autoportrait dans son atelier à la Villa Médicis                                                              | huile sur toile, 44,5 × 37 cm, 1817, Cleveland Museum of Art                            |       |
| François Édouard Picot, Portrait de Nicolas-Pierre Tiolier                                                                  | huile sur toile, 73 × 98 cm, 46,4 × 35,7 cm, 1817 circa                                 |       |
| Achille Etna Michallon, La Villa Médicis et la Trinité-des-Monts vues de l'atelier d'Ingres dans le pavillon de San Gaetano | dessin, 1819, Art Institute of Chicago                                                  |       |
| Jean-Baptiste Camille Corot, Étude ébauchée de la Trinité-des-Monts vue de la Villa Médicis                                 | huile sur toile, 45 × 74 cm, 1825-1828, Louvre (Paris)                                  |       |
| Jean-Baptiste Camille Corot, La Vasque de la Villa Médicis                                                                  | huile sur toile, 8 × 28,8 cm, 1825-1828, Musée des Beaux-Arts de Reims                  |       |
| Anonyme peintre français, Atelier à la Villa Médicis                                                                        | pastel à couleurs sur papier, 1835, Cooper–Hewitt, Smithsonian Design Museum (New York) |       |
| Jean-Achille Benouville, La Villa Médicis                                                                                   | huile sur bois, 55 × 91 cm, vers 1864, collection privée                                |       |
| Joseph Blanc, Mon atelier à Rome                                                                                            | huile sur toile, 1872                                                                   |       |

### La villa Médicis auXXesiècle
| Auteur et titre                | Description        | Image |
| ------------------------------ | ------------------ | ----- |
| Maxfield Parrish, Villa Medici | illustration, 1905 |       |

### La villa Médicis auXXIesiècle
| Auteur et titre                                                                  | Description                                              | Image |
| -------------------------------------------------------------------------------- | -------------------------------------------------------- | ----- |
| Philippe Casanova, La Villa Médicis, Académie de France, la ville vue du potager | détrempe sur papier, 35 × 35 cm, 2009, collection privée |       |

## Expositions
- 2016-2017 : 350 anni di creatività: gli artisti dell'Accademia di Francia a Roma da Luigi XIV ai nostri giorni, Rome, Villa Médicis[19].